# Calau de Jackson
El calau de Jackson (Tockus jacksoni) és una espècie d'ocell de la família dels buceròtids (Bucerotidae) que habita sabanes i estepes de l'est de Sudan del Sud, nord-est d'Uganda i nord-oest de Kenya.